# Banica (novac)
Banica je hrvatsko narodno ime za sitni austrijski novčić od 10 krajcara izrađen prvo od srebra, a polje u niklu. Ovaj naziv je bio popularan u Hrvatskom Primorju, Dalmaciji i Hercegovini.

Također, i stoti dio kune u Nezavisnoj Državi Hrvatskoj od 1941. do 1945. godine.